# ایملی (نوادا)
ایملی، نوادا (به انگلیسی: Imlay, Nevada) یک سکونتگاه مسکونی در ایالات متحده آمریکا است که در نوادا واقع شده‌است.

## خصوصیات
ایملی ۳٫۱ کیلومترمربع مساحت و ۱۷۱ نفر جمعیت دارد و ۱٬۲۸۱٫۳۹ متر بالاتر از سطح دریا واقع شده‌است.